# フランシスコ・サンス・カボット
フランシスコ・サンス・カボット（Francisco Sans Cabot、カタルーニャ語表記: Francesc Sans i Cabot、1828年4月9日 - 1881年5月5日）はスペインの画家である。1873年から1881年の間、マドリードのプラド美術館の館長を務めた、

## 略歴
カタルーニャ州ジローナ県のジローナで生まれた。父親はスペイン海軍の航海士であった。1850年からバルセロナの美術学校(Escola de la Llotja)に入学し、はじめ家族の希望で工芸(銀細工)を学んだが、絵画に転じた。1855年に美術学校を卒業すると、パリで修行を続けトマ・クチュールとオラース・ヴェルネに学んだ。1858年にスペインの作家、フランシスコ・デ・ケベードの小説『夢』の場面を描いた作品でローマの展覧会で賞を得た。歴史を題材に作品を描くようになった。
1865年にスペインに戻り、バルセロナの行政機関(Diputació de Barcelona)からスペイン・モロッコ戦争で軍功を上げたフアン・プリム将軍を題材に作品を描くことを依頼され、テトゥアンの戦いでのプリム将軍を描いた。1868年にイサベル2世が退位した年にジローナに戻った。1873年にスペイン第一共和政が成立すると、マドリードに呼ばれ、共和制に反対してプラド美術館の館長を辞任したアントーニオ・ヒスベルトの後任として美術館長に任じられた。
プラド美術館館長時代に、フランシスコ・デ・ゴヤが、晩年に自身の住居、「聾者の家」の壁に描いた一連の「黒い絵」を壁から取り外し、有名な美術品修復家のサルバドール・マルティネス・キューベルス (Salvador Martínez Cubells)によって絵をキャンバスに移して、プラド美術館に収蔵したことなどで知られる。1875年以後、マドリードの王立サン・フェルナンド美術アカデミーの会員として活動した。

## 作品

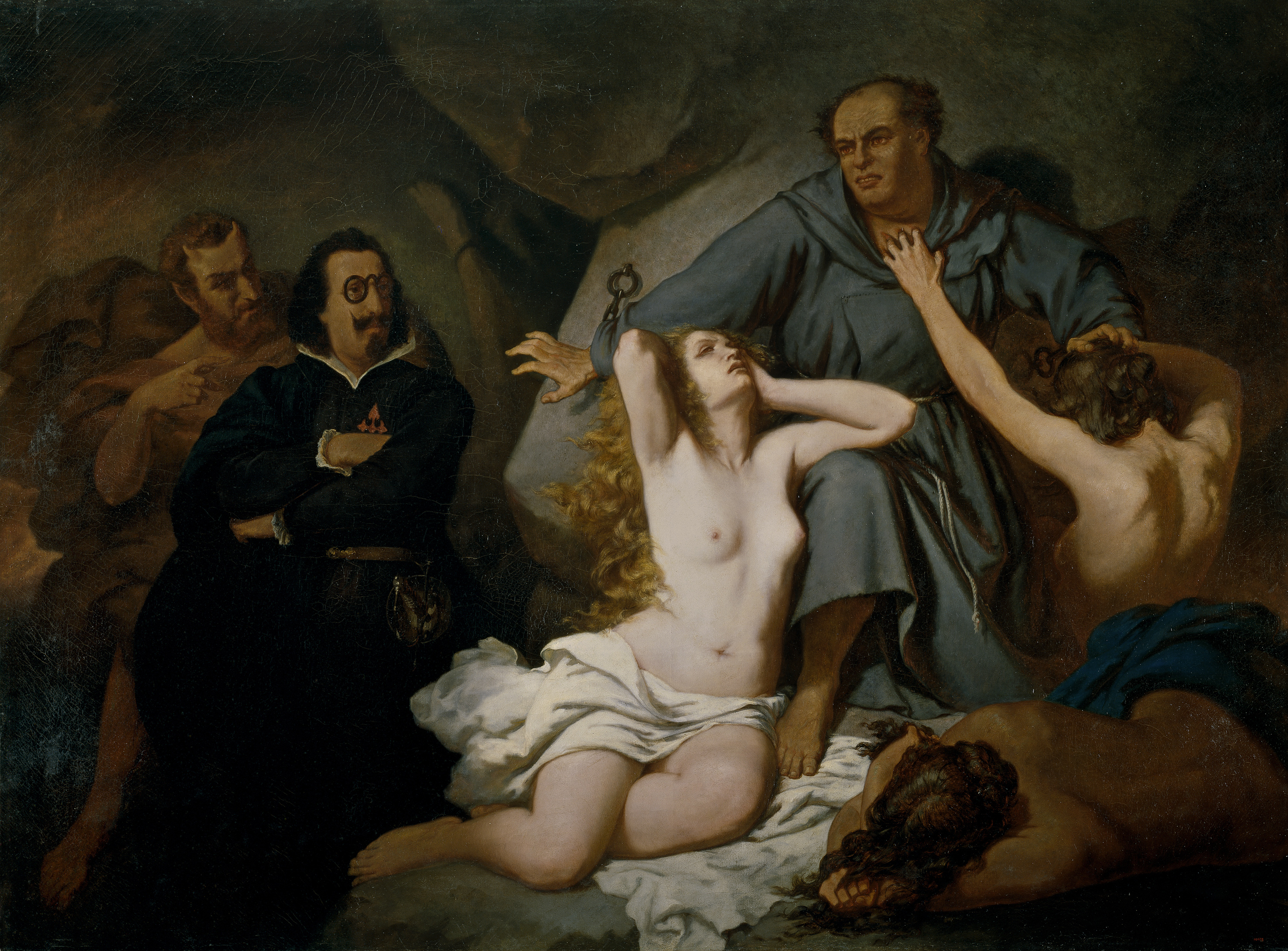
ケベードの小説『夢』の場面-地獄でルターと出会うケベード（1858）
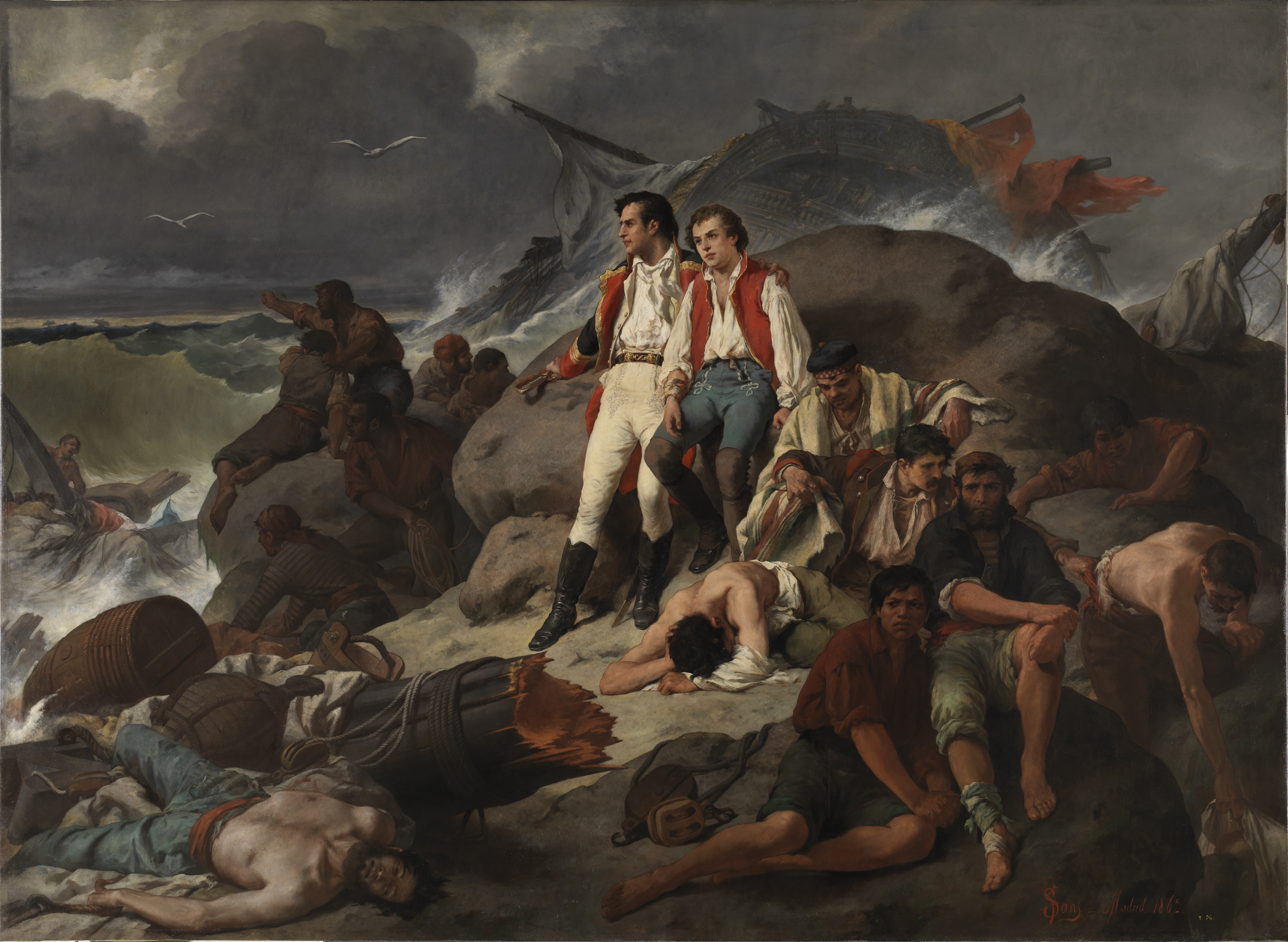
トラファルガー海戦で沈んだスペイン船の乗組員の救助の場面 (1862)
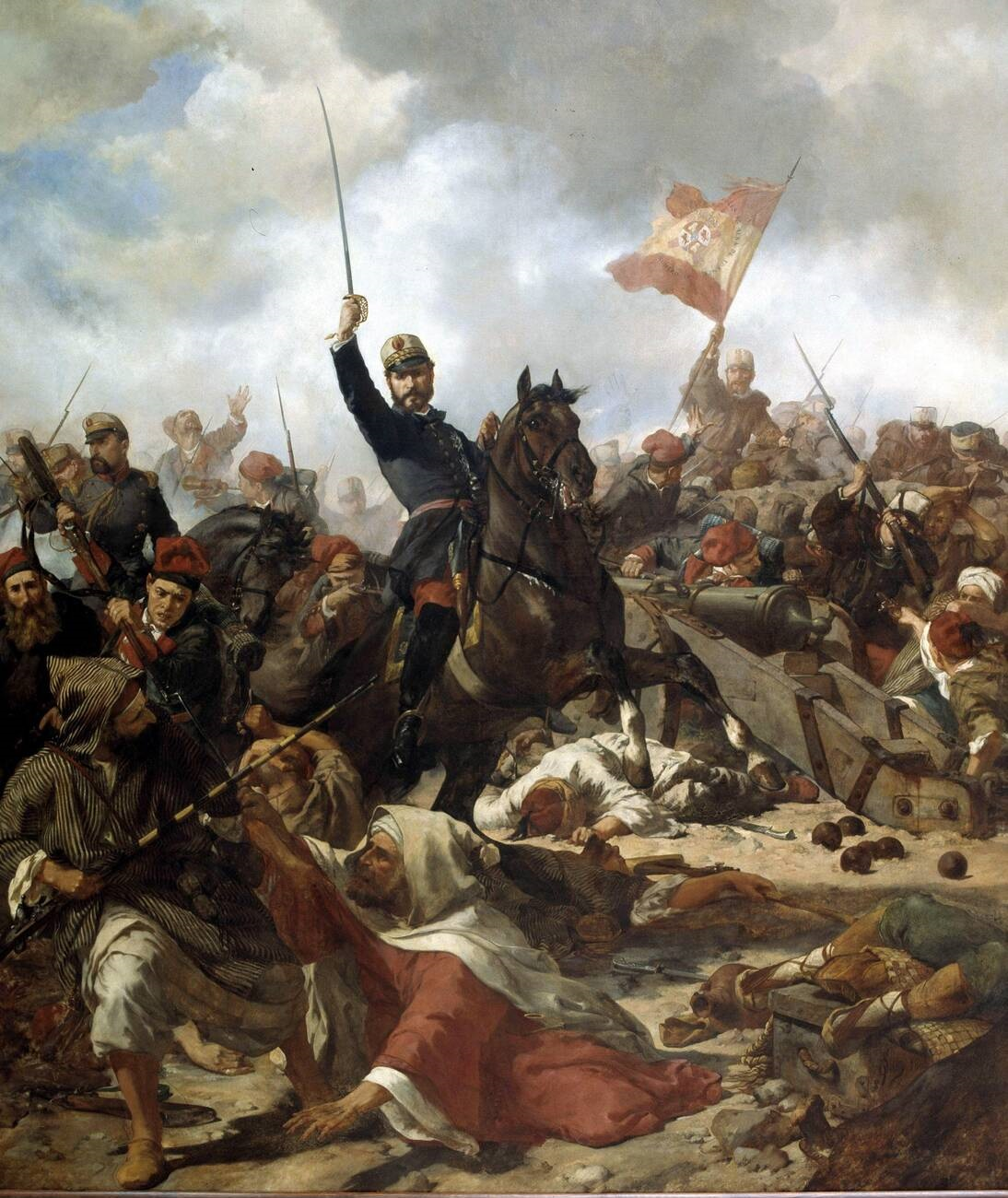
プリム将軍

## 関連文献
- Francesch Carreras y Candi, El pintor Francisco Sans y Cabot (1828-1881), Barcelona, Academia Provincial de Bellas Artes de Barcelona, 1922.